# История Химачал-Прадеш
Химачал-Прадеш был образован в 1948 году как провинция в составе Индийского Союза. В провинцию вошли горные районы вокруг Шимлы и южный холмистый регион, ранее входивший в состав Пенджаба. 26 января 1950 года Химачал-Прадеш стал штатом категории C в составе Республики Индии, а 1 ноября 1956 года получил статус Союзной территории. 18 декабря 1970 года принятый индийским парламентом «State of Himachal Pradesh Act» учредил новый штат Химачал-Прадеш. 25 января 1971 года Химачал-Прадеш официально стал 18 штатом в составе Индии.
В ранний период, на территории нынешнего Химачал-Прадеш располагалось несколько мелких туземных княжеств (таких как Чамба и Биласпур). После Англо-непальской войны 1815—1816 годов, эти княжества вошли в состав Британской Индии.

## Древность
В соответствии с Махабхаратой нынешний Химачал-Прадеш состоял из нескольких небольших государств, иногда называемых республиками джанапад.
1. Аудумбра — одно из древнейших племён Химачала, поселившаяся в нижних холмах около Патханкота и Джваламукхи. Они сформировали отдельную провинцию во 2-м году до н. э.
2. Тригарта — государство в холмах между реками Рави, Биас и Сатледж. Считалось независимой республикой.
3. Кулата — царство в верховьях Биас, названо так по имени долины Куллу. Столицей был Наггар.
4. Кулинда — царство занимавшие земли между Биасом, Сатледжем и Джамной (земли между Шимлой иСирмуром). Выбирали главу государства.
5. Маурья и Гупты — Республики Химачала были покорены войсками Чандрагупты, хотя он обычно не правил ими непосредственно. Ашока, его внук, провёл границы по Гималаям и принёс буддизм в Химачал, он построил несколько ступ в штате.
6. Харша — Пришёл к власти после падения Гуптов, землями теперь правили вожди, называемые тхакуры и раны. Большинство земель Химачала попало под его власть, хотя некоторые правители не были смещены.[1]
7. Период Раджпутов — После смерти Харши в 647 н. э. в Раджхастане и долине Инда возники раджпутские государства. Они пришли в холмы Химачала и создали там свои провинции и княжества. Некоторые из них были: Кангра, Нурпур, Сукет, Манди, Кутлехар, Багхал, Биласпур, Налагарх, Кеонтал, Дхами, Кунихар, Бушахар, Сирмур (округ)

## Правление Моголов
До начала мусульманского завоевания северной Индии небольшие княжества в предгорьях Гималаев наслаждались независимостью. Но во время вторжения они сильно пострадали. В X веке Махмуд Газневи завоевал Кангру.
Тимур и Сикандар-шах Лоди также захватили несколько крепостей на территории штата.
Когда Могольская династия впала в междоусобицы, правители горных княжеств решили воспользоваться появившимися возможностями. Кангра вернула независимость при Махарадже Сансар Чанде который царствовал около 50 лет. Он был одним из самых влиятельных правителей региона. После получения в формальное владение крепости Кангры, Махараджа стал расширять свои владения. Он начал подчинять соседние княжества: Чамба, Сукет, Манди, Биласпур, Гулер, Джасван, Сиба и Датарпур стали частью его владений.

## Британское правление в Химачал-Прадеш

### Англо-непальская война
Гуркхи установили своё правление в Непале в 1768. Вскоре они захватили Сирмур и Шимла. Под началом Амар Сингх Тапы гуркхи приступили к осаде Кангры. В 1806 году они, с помощью соседних князей, нанесли поражение правителю Кангры — Сансар Чанду. Всё же к 1809 Сансар Чанд смог отстоять Кангрскую крепость и гуркхи вынуждены были отступить. После этого поражения гуркхи решили вторгнуться в южные земли, где их интересы столкнулись с британскими. Последовавший затем конфликт стал известен как Англо-Гуркская или Англо-непальская война.

### Англо-сикхские войны
После тога как гуркская агрессия была остановлена в Пенджабе установилось хрупкое перемирие между двумя главными политическими силами — британцами и сикхами. Вначале и британцы и сикхи желали избежать конфликта, но после смерти Ранджита Сингха, сикхская Кхалса (религиозная армия-община) столкнулись друг с другом. В 1845 году сикхи перешли Сатледж и вторглись в зону британского контроля. Горские князья, главным образом, приняли сторону британцев и заключили с ними союз. Тем не менее, британцы не стали восстанавливать права местных князей на отбитых у сикхов землях.

## В составе независимой Индии
Как и другие индийские земли Химачал-Прадеш участвовал в борьбе за независимость в период 1914—1947 года. Поскольку многие земли Химачала находились в составе княжеств, а не под прямым британским правлением, политическая борьба в них шла за внутренние преобразования и не была направлена против британцев. В 1914—1915 году в Манди и княжестве Сукет возникла тайная организация «Гадхр». Её члены планировали убийство суперинтенданта и визиря государства с целью политических преобразований, но заговор был раскрыт. В Сирмуре появилась организация Паджхота, благодаря агитации которой многие жители княжества приняли участие в «августовском движении» 1942 года. Индийский Национальный Конгресс развернул свою деятельность во многих округах штата, особенно в Кангре.
После провозглашения независимости Республики Индии, 15 апреля 1948 года был учреждён пост Главного комиссара Химачал-Прадеша. По Конституции Индии в редакции от 26 января 1950 года Химачал стал штатом категории «C», то есть таким штатом главой которого является Главный комиссар. 1 июля 1954 года Биласпур был присоединён к штату. Химачал стал Союзной территорией 1 ноября 1956 года. В то же число 1966 года к территории штата была присоединена Кангра и некоторые территории бывшего Пенджаба. 25 января 1971 года вступил в силу закон по которому Химачал-Прадеш стал полноправным штатом Индийского союза.